# مارتين بينيت (لاعب كرة قدم)
مارتين بينيت (بالإنجليزية: Martyn Bennett)‏ (4 أغسطس 1961 ببرمنغهام في المملكة المتحدة - ) هو مدرب كرة قدم ولاعب كرة قدم بريطاني في مركز الدفاع. لعب مع وست بروميتش ألبيون ونادي ووستر سيتي.

## وصلات خارجية
- مارتين بينيت على موقع قاعدة بيانات كرة القدم.إي يو (الإنجليزية)